# 99 High Street (Tillicoultry)
Unter der Adresse 99 High Street in der schottischen Stadt Tillicoultry in der Council Area Clackmannanshire befindet sich ein öffentliches Gebäude. 1977 wurde das Bauwerk in die schottischen Denkmallisten in der Kategorie C aufgenommen.

## Beschreibung
Das Gebäude liegt direkt an der High Street, auf welcher die A91 entlang der Hillfoots Villages verläuft, im Stadtzentrum Tillicoultrys. Es wurde um 1830 errichtet und beherbergte zunächst die Stadtverwaltung. Hierauf deutet heute noch die Inschrift Municipality Buildings oberhalb der Eingangstüre hin. Heute ist dort die städtische Bücherei untergebracht. Das Gebäude besteht aus drei Segmenten, die in geschlossener Bauweise aneinandergefügt sind. Der mittlere Gebäudeteil ist hierbei etwas zurückversetzt, der rechte, westliche ist niedriger als die anderen beiden. Das zweistöckige Bauwerk ist mit Harl verputzt und schließt mit drei Walmdächern ab. Die Gebäudekanten der linken und mittleren Gebäudeteile ist mit geweißten Ecksteinen von der rot gestrichenen Fassade abgesetzt. Die Eingangstür ist im linken Gebäudeteil zu finden und mit einem Vordach getragen von zwei dorischen Säulen versehen.